# Кладистика
Кладистика (грч. κλαδος, klados - грана) је биолошка дисциплина која се бави одређивањем односа између организама на основу изведених сличности. Она је најпроминентнија од неколико приступа филогенетске систематике, која проучава еволуционе односе живих бића. Кладистичка анализа представља основу за велики број система биолошке класификације, који се труде да групишу организме на основу еволуционе сродности. Насупрот кладистици, фенетика групише организме на основу њихове свеукупне сличности, а неки традиционалнији приступи се заснивају на појединим кључним карактерима. Вили Хениг (1913—1976) се сматра оснивачем кладистике.
Да би се приказали разнолики односи међу организмима, цртају се дрволики дијаграми (названи кладограми), на основу широког спектра информација, од генетичких до морфолошких. На кладограму, организми су представљени на крајевима грана (налик на лишће), а сваки чвор између грана би требало да буде дихотом (из њега излазе две гране). Два таксона на гранама које полазе из истог чвора називају се сестринским таксонима, или сестринским групама. Свако поддрво, без обзира да ли садржи једну или стотину група, назива се клада. Коректан кладограм садржи све организме са заједничким претком унутар једне кладе. Свака клада је дефинисана сетом карактера који се појављују у њеним члановима, а не појављују се изван кладе у групи из које је клада изведена. Ови карактери (особине) за идентификовање кладе називају се синапоморфије, или синапоморфне особине (од грчких префикса συν, syn - заједничко; απο, apo - на, од; μορφη, morphe - облик, што би означило заједничку и изведену особину). На пример, тврда предња крила су синапоморфна особина тврдокрилаца (Coleoptera).

## Дефиниције термина
Неколико термина описује кладограм и позицију одређених таксона (јединица) на њему. На усправном кладограму таксон или клада су базални за другу кладу ако се гранају надоле или испод ње. И супротно важи, та друга клада је усађена (укорењена, угнежђена) унутар прве. Слично, стање карактера које се код предачке групе назива се плезиомофним (плезиоморфна, примитивна или неизведена особина), док се они карактери који су касније еволуирали називају апоморфним (изведеним).
|  |

## Кладистички методи
Обично кладистичка анализа започиње сакупљањем информација о одређеним особинама организама које истражујемо. Особине могу постојати у више облика постојања - на пример, боја перја може бити црвена или црна. Такве особине групно називамо карактерима, а специфичан облик особине - стањем карактера. Тако су „црвена пера“ и „плава пера“ два стања карактера „боја перја“.
После бележења неколико стања карактера, истраживач одлучује која стања су била присутна пре последњег заједничког претка истраживане групе (симплезиоморфна стања), а која су била присутна код последњег заједничког претка (синапоморфна стања). Најчешће се ово оцењивање врши упоређивањем са неком спољашњом групом (outgroup), тј. организмима који нису у блиском еволуционом сродству истраживаној групи (птица у нашем примеру). Само су апоморфна стања карактера од користи приликом кладистичке поделе.
Након тога се цртају и евалуирају могући кладограми. Кладе се обично цртају тако да имају што је више могуће синапоморфних особина, да би се избегла могућност намерне симплезиоморфности (хомоплазија) изазване конвергентном еволуцијом, а не заједничким претком. Познат пример конвергентне еволуције су крила - постоје код инсеката, птица, слепих мишева, изумрлих гмизаваца, слично су организована и имају исту функцију, али нису наслеђена од последњег заједничког претка наведених група. Ако се и птице и инсекти оцене са „+" услед истог стања карактера „присуство крила“, хомоплазија ће бити међу сетом података и може изазвати погрешне резултате.
У пракси, неутрални елементи као детаљи ултраструктуре (микроскопски или молекуларни састав ћелијских структура, на пример) могу бити информативнији од традиционалне морфологије и дати доказе о сродности тамо где бисмо их тешко установили. Када се појаве подједнако могуће опције, приступамо процени принципом парсимоније (или максималне парсимоније): најкомпактнији распоред (најмање чворова) је вероватно најтачнији. Још један од приступа разрешења и одабира између једнако могућих алтернативних кладограма је принципом максималне сличности (maximum likelihood).
Било је потребно одређено време да кладистика заживи и усели се у биолошку методику, и још увек траје дебата о томе, како применити Хенигове идеје у стварности. Практично, углавном је тешко утврдити и разликовати апоморфност и подаци су често неупотребљиви услед малог броја могућих стања или недовољног познавања карактера, а ово све може утицати на валидност кладограма. Ипак, кладистички приступ систематици се показао корисним и кохерентним, тако да је добио општу подршку.
Како је секвенцирање ДНК постало лакше, филогенетска стабла се убрзаном стопом конструишу помоћу молекуларних података. Рачунска систематика (computational systematics) нам омогућава коришћење великог сета података у циљу конструисања објективног кладограма.
Кладистика не подразумева ни једну специфичну теорију еволуције, само основно знање о настанку путем модификација. Тако, кладистичке методе могу бити, и у скорашње време и јесу, примењене и на небиолошке системе, укључујући утврђивање језичких фамилија у историјској лингвистици (и палеолингвистици).

## Кладистичка класификација
Модеран тренд у биологији од шездесетих година прошлог века, назван кладизам или кладистичка таксономија, захтева од таксона да представљају кладе. Другим речима, кладисти захтевају да се класификациони системи реформишу избацивањем таксона који нису кладе. Насупрот њима, еволуциони таксономи инсистирају на томе да групе представљају филогенетске односе, и често користе кладистички метод, али дозвољавају и монофилетским и парафилетским групама да буду таксони.
Монофилетска група је клада, која се састоји од предачког облика и свих његових потомака, и тако формира једну (и само једну) еволуциону групу. Парафилетска група не укључује оне потомке, који су претрпели значајне промене. На пример, традиционална класа Reptilia не укључује птице, иако су оне евоулирале од рептила-предака.
Група чији су чланови из различитих еволуционих линија назива се полифилетском. Еволуциони таксономи сматрају да су полификлетске групе грешке у класификацији, које се често јављају због тога што су конвергенција или хомоплазија погрешно протумачене као хомологија.
Водећи се Хениговим схватањем, кладисти тврде да су парафилетске групе подједнако погрешне као и полифетске. Идеја је да се монофилетске групе могу дефинисати објективно, у смислу заједничког претка или постојања синапоморфних особина. Насупрот њима, парафилетске и полифилетске групе су дефинисане на основу кључних карактера, а одлука који карактер је од већег таксономског значаја је чисто субјективна.
Идући још даље, неки кладисти тврде да су таксономске категорије изнад врсте превише субјективне да би представљале смислену информацију и као такве треба да буду избегаване. Тако су се они удаљили од Линеове таксономије у смеру једноставне хијерархије клада. Формални код филогенетске номенклатуре, PhyloCode, се тренутно развија ради кладистичке таксономије. Предвиђен је за употребу од стране аутора који желе да напусте Линеову таксономију, али и оних који желе да користе таксоне и кладе напоредо.